# Azufrito
Azufrito es una serie de historietas creada en 1951 por Vázquez para la revista El DDT de Editorial Bruguera.

## Trayectoria
Vázquez creó tres series para el primer número de "El DDT": Azufrito, Currito Farola, er Niño e la Bola y La Familia Cebolleta. 
"Azufrito" compartía la tercera página con Mi tío Magdaleno de Carlos Conti. Tenía un formato cuadrado y ocupaba escasamente 5 o 6 viñetas.
Duró hasta el número 76 de la revista (noviembre de 1952), siendo sustituida por Violeto de Pedro García Lorente, que sería reemplazada a su vez por otra serie de Vázquez: Ángel Siseñor
En 1964, Azufrito volvió a aparecer en los números 678 al 702 de "El DDT", pero sin firma y con un estilo que no coincide totalmente con el de Vázquez.

## Argumento
"Azufrito" es un pequeño diablo, tridente incluido, que se esfuerza en vano por hacer el mal, pues todas sus acciones acaban resultando benéficas.

## Estilo
En esta serie, como en Angelito (1964), Vázquez llevó a su máxima expresión su método de potenciar una acción extrema mediante la mayor sencillez de trazo posible". El crítico Antoni Guiral afirma que es un "Vázquez de dibujo sintético pero muy efectivo para un formato de historieta harto curioso".